# Допирателна
Допирателна (наречена още тангента) в геометрията е права линия, която има само една допирна точка с дадена крива и е перпендикулярна на радиуса на кривата в тази точка.
Математическото определение на допирателната се задава по следния начин:
Нека функцията {\displaystyle f:U(x_{0})\subset \mathbb {R} \to \mathbb {R} } е определена в някаква околност на точката {\displaystyle x_{0}\in \mathbb {R} }, и е диференцируема в нея: {\displaystyle f\in {\mathcal {D}}(x_{0})}. Допирателната {\displaystyle f} в точка {\displaystyle x_{0}} представлява линейна функция, зададена с уравнението:
- {\displaystyle y=f(x_{0})+f'(x_{0})(x-x_{0}),\quad x\in \mathbb {R} .}

Ъгълът на наклона на допирателната удовлетворява уравнението:
{\displaystyle \operatorname {tg} (\alpha )=f'(x_{0})}
или
{\displaystyle \alpha =\operatorname {arctg} \left(f'(x_{0})\right).}